# Lego Star Wars : La Saga complète
 (octobre 2014).
Si vous disposez d'ouvrages ou d'articles de référence ou si vous connaissez des sites web de qualité traitant du thème abordé ici, merci de compléter l'article en donnant les références utiles à sa vérifiabilité et en les liant à la section « Notes et références ».
Lego Star Wars : La Saga complète est un jeu vidéo d'action-aventure développé par Traveller's Tales et édité par LucasArts Entertainment en 2007  sur PC, PlayStation 3, Wii, Xbox 360 (rétrocompatible Xbox One) et Nintendo DS.

## Trame
L'histoire reprend en intégralité les six épisodes de la saga originale Star Wars et les divisent en 6 chapitres chacun. Après avoir complété un chapitre, l'utilisateur peut jouer en mode Jeu Libre ou en mode Défi. Le joueur peut aussi lancer le mode Super Histoire après avoir complété un épisode. Ce mode consiste à jouer l'histoire au complet en moins de temps et en récoltant le plus de studs.
- Star Wars, épisode I : La Menace fantôme : 6 chapitres
- Star Wars, épisode II : L'Attaque des clones :6 chapitres
- Star Wars, épisode III : La Revanche des Sith : 6 chapitres
- Star Wars, épisode IV : Un nouvel espoir : 6 chapitres
- Star Wars, épisode V : L'Empire contre-attaque : 6 chapitres
- Star Wars, épisode VI : Le Retour du Jedi : 6 chapitres

Il s'agit en fait d'une compilation des deux jeux précédents de Lego Star Wars, avec de nombreux bonus ajoutés.

## Système de jeu

### Généralités
Dans ce nouveau jeu de LucasArts, les mécaniques de la force sont retravaillées, il y a de nouveaux modes défis et un mode de jeu en ligne. Le jeu existe en 3 versions :
- les versions PC, PS3 et Xbox 360, qui sont identiques, proposent de meilleurs graphismes et animations que les autres versions ; le scénario des deux jeux précédents est fidèlement repris ;
- la version Wii, techniquement plus « modeste », permet tout de même de jouer en maniant la Wiimote comme un sabre laser ;
- la version Nintendo DS propose des graphismes 3D améliorés et elle est débarrassée des nombreux bugs de Lego Star Wars II, sorti un an plus tôt sur la même console. Les niveaux sont quasiment les mêmes que sur les consoles de salons, les mini-jeux différent car ils utilisent l'écran tactile de la DS.

### Niveaux
Le jeu est divisé en 36 chapitres, 6 pour chacun des films adaptés. Il est possible d'incarner 160 personnages, d'Obi-Wan Kenobi à C-3PO en passant par Luke Skywalker.

### Objets
Il y a beaucoup d'objets à trouver dans ce jeu :
- 10 mini-kits sont à trouver dans chaque niveau pour construire un vaisseau ;
- les cœurs, qui servent à redonner de l'énergie ;
- les bonus, qui servent à disposer des pouvoirs spéciaux pendant un court instant ;
- les briques de puissance, qui servent à débloquer des bonus qui peuvent faciliter le jeu.

Les briques dorées sont disponibles lorsque le joueur :
- termine l'histoire d'un chapitre ;
- remplit la barre « Vrai Jedi » à 100 % durant un chapitre ;
- trouve les 10 mini-kits cachés dans un chapitre.

### Les Studs
Au cours du jeu, le joueur trouve des Studs qui vous servent de monnaie pour acheter des personnages verrouillés, des vaisseaux stellaires ou même des extras. Lors de missions, si la barre de vie se rend à zéro, il perd des Studs (le nombre de Studs perdus varie avec le nombre total de Studs amassés). Les Studs sont disponibles sous la forme de 4 pièces différentes :
- les pièces argentées valent 10 Studs ;
- les pièces dorées valent 100 Studs ;
- les pièces bleues valent 1 000 Studs ;
- les pièces violettes valent 10 000 Studs

## Accueil
En janvier 2019 la franchise Lego Star Wars devient un phénomène viral sur la plateforme TikTok, de nombreuses personnes encouragent alors les utilisateurs à découvrir les jeux Lego Star Wars et en particulier l'édition Complete Saga.